# Sabri Gharbi
Sabri Gharbi est un footballeur algérien né le 25 mai 1987 à Relizane. Il évolue au poste de milieu défensif au RC Relizane.

## Biographie
Avec l'équipe de l'ASO Chlef, il joue 13 matchs en Ligue des champions africaine et remporte un titre de champion d'Algérie.

## Palmarès
- Champion d'Algérie en 2011 avec l'ASO Chlef.
- Vice-champion d'Algérie en 2008 avec l'ASO Chlef.
- Vainqueur de la coupe d'Algérie en 2014 avec le MC Alger.
- Vainqueur de la supercoupe d'Algérie en 2014 avec le MC Alger.